# Oleksandr Sawarow
Oleksandr Anatolijowytsch Sawarow (ukrainisch Олександр Анатолійович Заваров; russisch Александр Анатольевич Заваров ‚Alexander Anatoljewitsch Sawarow‘) auch bekannt unter der englischen Schreibweise Aleksandr Zavarov; * 20. April 1961 in Lugansk (Ukrainische SSR) ist ein ehemaliger sowjetischer bzw. ukrainischer Fußballspieler und heutiger -trainer.

## Karriere
Sawarow spielte für den Sarja Woroschilowgrad (1977–1979, 1982, heute Sorja Luhansk), SKA Rostow (1980–1981), und Dynamo Kiew (1983–1988). Mit Kiew gewann er den 1986 Europapokal der Pokalsieger. Sawarow spielte 41-mal für die sowjetische Fußballnationalmannschaft und schoss sechs Tore.
Er beendete seine Karriere bei Juventus Turin (1989–1991) und bei AS Nancy Lorraine (1991–1995).
Sawarow wurde im August 2003 Trainer des FC Wil, da er jedoch die UEFA Pro Lizenz nicht hatte, wurde er dort für ein Jahr Sportchef. 2004 trainierte er den kasachischen Verein FK Astana und 2005 den ukrainischen Verein Metalist Charkiw. 2006 war er der Cheftrainer beim ukrainischen Verein Arsenal Kiew.

## Erfolge
- Sowjetischer Meister (2): 1985, 1986
- Sowjetischer Pokalsieger: 1981
- Europapokal der Pokalsieger: 1985/86
- Coppa Italia: 1989/90